# DANCER IN THE HANABIRA
「DANCER IN THE HANABIRA」（ダンサー・イン・ザ・ハナビラ）は、ねごとのシングル。2017年6月21日にKi/oon Musicから発売。

## 解説
- シングル『DESTINY』から2年ぶりのシングルリリースとなる[4]。最新アルバム『ETERNALBEAT』からは約4ヶ月でのリリースとなる。
- 初回生産限定盤と通常盤の2形態での販売になっており、初回生産限定盤には、同年2〜3月に開催されたツアー「TOUR 2017 –ETERNALBEAT-」からファイナル東京公演を3曲分収録したライブ映像に加え、「ETERNALBEAT」のミュージックビデオとメイキングを収録。
- 2016年に発表した「アシンメトリ」、そして2017年2月に発表した「シグナル」に引き続きサウンドプロデューサーに中野雅之（BOOM BOOM SATELLITES）を迎え制作された。

## 収録内容

### CD
両形態共通となっている。
1. DANCER IN THE HANABIRA(5分03秒)
  - 作詞:蒼山幸子／作曲:蒼山幸子、沙田瑞紀／編曲:ねごと&中野雅之（BOOM BOOM SATELLITES）

ボーカル&コーラス:蒼山幸子
プログラミング&コーラス:沙田瑞紀
コーラス:藤咲佑
コーラス:澤村小夜子
サウンドプロデュース&レコーディング&ミックス:中野雅之（BOOM BOOM SATELLITES）
  - ミュージックビデオが制作されている。6月14日にバンド公式YouTube内にて公開された[5]。
  - 6月7日より、他の収録曲に先行して配信ダウンロード、サブスクリプションサービスでの取り扱いが開始された[6]。
  - 2017年5月29日にFM802「ROCK KIDS 802 -OCHIKEN Goes ON!!-」内にてラジオオンエアが初解禁された[7]。
2. DEADEND LOVE STORY(5分24秒)
  - 作詞:蒼山幸子／作曲:蒼山幸子、沙田瑞紀／編曲:ねごと

ボーカル&コーラス:蒼山幸子
ギター&プログラミング&コーラス:沙田瑞紀
シンセベース:藤咲佑
ドラム&シェイカー:澤村小夜子
  - セルフプロデュースで制作された楽曲。
3. ETERNALBEAT -Mizuki Masuda Remix-(5分09秒)
  - 作詞:蒼山幸子／作曲:蒼山幸子、沙田瑞紀／編曲:ねごと

リミックス:沙田瑞紀
  - 近年のシングル作品に収録されている、沙田瑞紀によるリミックス。最新アルバムからの表題曲である。

### DVD
初回生産限定盤に封入されている(KSCL 2937)。
- TOUR 2017 –ETERNALBEAT- LIVE at Zepp DiverCity Tokyo 2017.3.24

1. Ribbon(3分54秒)
2. cross motion(4分18秒)
3. アシンメトリ(5分28秒)

- Music Video

1. ETERNALBEAT(4分10秒)
2. Making of ETERNALBEAT(3分11秒)